# Apodemus chevrieri
Apodemus chevrieri é uma espécie de roedor da família Muridae.
Apenas pode ser encontrada na China.